# HD 141399
HD 141399 är en ensam stjärna belägen i den norra delen av stjärnbilden Björnvaktaren. Den har en  skenbar magnitud av ca 7,21 och kräver åtminstone en stark handkikare eller ett mindre teleskop för att kunna observeras. Baserat på parallax enligt Gaia Data Release 2 på ca 27,0 mas, beräknas den befinna sig på ett avstånd på ca 121 ljusår (ca 37 parsek) från solen. Den rör sig närmare solen med en heliocentrisk radialhastighet på ca -22 km/s.

## Egenskaper
HD 141399 är en orange till gul stjärna i huvudserien av spektralklass K0 V. Den har en massa som är ca 1,1 solmassor, en radie som är ca 1,5 solradier och har ca 1,6 gånger solens utstrålning av energi från dess fotosfär vid en genomsnittlig effektiv temperatur av ca 5 600 K. Stjärnan har en mycket låg stjärnfläcksaktivitet.

## Planetsystem
År 2014 upptäcktes med metoden med mätning av radiell hastighet fyra exoplaneter som kretsar kring HD 141399. Planeten HD 141399 c ligger möjligen inom den beboeliga zonen. Planetbanorna är nära höggradig rörelseresonans och överensstämmer nära med Titius-Bodes lag. Ytterligare två exoplaneter, en med en omloppsperiod av 462,9 dygn, misstänks vara analoga med solsystemets planetbanor. Planetbanorna kring HD 141399 förväntas "hoppa" periodiskt inom en tidsskala på några miljoner år mellan flera kvasistabila konfigurationer på grund av interaktioner mellan planeterna.
| Planet | Massa            | Halv storaxel (AE) | Siderisk omloppstid (d) | Excentricitet | Inklination | Radie |
| ------ | ---------------- | ------------------ | ----------------------- | ------------- | ----------- | ----- |
| b      | 0,451 ± 0,030 MJ | 0,415± 0,011       | 94,44 ± 0,05            | 0,04 ± 0,02   | -           | -     |
| c      | 1,33 ± 0,08 MJ   | 0,689 ± 0,02       | 201,99 ± 0,08           | 0,048 ± 0,09  | -           | -     |
| d      | 1,18 ± 0,08 MJ   | 2,09 ± 0,06        | 1 069,8 ± 6,7           | 0,074 ± 0,025 | -           | -     |
| e      | 0,66 ± 0,10 MJ   | 5,0 ± 1,5          | 3 370 ± 90              | <0,1          | -           | -     |